# Pražský krysařík
Il Pražský krysařík, o Prague ratter in inglese, è una razza canina riconosciuta dalla FCI originaria della Repubblica Ceca.
Da fonti storiche, l'origine di questa razza va ricercata all'alba della storia della Repubblica Ceca. Per le sue ridotte dimensioni, i movimenti veloci e l'olfatto molto sviluppato è stato utilizzato per dare la caccia ai topi e ai ratti. Da qui l'origine del suo nome "Krysařík" = Ratter (cacciatore di ratti). Questa sua qualità è stata acquisita durante la sua lunga evoluzione storica. Questo piccolo cane molto attivo era spesso ospite ai pranzi dell'aristocrazia boema nel castello di Praga. Faceva compagnia alla corte reale e veniva offerto come dono dei sovrani boemi ad altri sovrani europei. Poi si diffuse anche tra il popolo.
La ricerca tra le fonti storiche documenta che la razza proviene realmente dalla Repubblica Ceca. Le sue origini possono essere ricondotte alla storia antica della Boemia.
Nel 1980 è stata avviata con successo la sua rigenerazione. Oggi la sua popolarità sta aumentando, tanto che è un cane allevato in Slovacchia, in Polonia, in Svezia, in Finlandia, in Norvegia, in Danimarca, in Germania, in Austria, in Svizzera, in Russia, in Estonia. Viene allevato con successo anche in Giappone.

## Descrizione
Il mantello è costituito da pelo raso folto che non necessita di particolari cure e si mantiene lucido da solo. C'è anche la varietà a pelo semilungo. Il colore più diffuso è il nero focato, ma vi sono anche il giallo, il blu focato ed il marrone focato.
Generalmente il prazsky krysarik ha un'altezza che va dai 20 ai 23 cm al garrese. Il peso varia intorno 2,5 chili circa.
Caratterialmente è un cane molto attivo e vivace, gentile e soprattutto molto intelligente. Ha l'olfatto molto sviluppato. È facile da addestrare, diffidente con gli estranei, fedelissimo al padrone e attaccato alla famiglia. Con gli altri cani va d'accordo e gli piacciono i bambini. Non crea problemi di nessun tipo, gli piace uscire ma anche stare in casa. Instancabile compagno nelle lunghe passeggiate.

## Aspetto generale
Piccolo cane a pelo raso, ben proporzionato, il corpo compatto, quasi quadrato. Nonostante le sue piccole dimensioni ha un'eccellente agilità e resistenza. Si distingue nettamente il maschio dalla femmina (dimorfismo sessuale).
Carattere
Tenero, coccolone, molto curioso. Un instancabile corridore, agile e veloce. Ama il suo padrone e la sua famiglia. Diffidente e riservato verso gli estranei. Adatto ad ogni famiglia che apprezza la sua naturale eleganza e il carattere nobile e dolce.
Proporzioni importanti
- Rapporto tra l'altezza al garrese e la lunghezza del corpo 1:1,05 – le femmine possono essere più lunghe
- La profondità del torace rappresenta il 45-50% dell'altezza al garrese.
- Proporzione tra larghezza e lunghezza del cranio 1:1 fino 1,03.
- Lunghezza del muso è 1/3 – ½ della lunghezza della testa.

Queste sono le misure e le proporzioni ideali, ma è l'importante l'aspetto generale del cane
Testa
Ha forma di pera.
Regione del cranio
Il cranio è arrotondato, con solco frontale e l'osso occipitale ben marcato. Gli occhi sono distanti gli uni dagli altri. La pelle del cranio è liscia, senza pieghe. Stop ben marcato.
Regione del muso
- Tartufo: completamente pigmentato, il suo colore corrisponde al colore del mantello
- Labbra: ben aderenti, angoli della bocca chiusi. Sono completamente pigmentate, il colore corrisponde al colore del mantello.

Mandibola/denti
Mandibola e mascella superiore solide e convergono al tartufo, chiusura a forbice. La dentatura completa è preferibile.
Occhi
Sono scuri, corrispondenti al colore del mantello. Sono di media grandezza, rotondi, poco prominenti, ben distanziati. Palpebre ben pigmentate, aderenti al globo oculare.
Orecchie
Sono triangolari, attaccate alte sulla parte posteriore del cranio, distanziate, leggermente inclinate all'esterno. Naturalmente erette oppure leggermente ripiegate verso il basso, ciò si tollera, ma non è auspicabile. Si preferiscono le orecchie portate erette, non in verticale ma con un angolo dolce verso i lati.
Collo
Asciutto senza pieghe, nobilmente arcuato, abbastanza lungo, nelle giuste proporzioni con il corpo e testa.
Corpo
- Linea dorsale: dritta e solida.
- Garrese: poco accentuato.
- Dorso: corto, dritto, solido.
- Rene: corto, ben collegato alla schiena, si fonde impercettibilmente con la groppa.
- Groppa: leggermente inclinata, sufficientemente lunga.
- Petto: Non troppo largo, la sezione trasversale è ovale. La sua profondità è 45 – 50% dell'altezza al garrese.
- Linea inferiore e ventre: Il ventre è leggermente retratto.
- I maschi devono avere due testicoli dall'aspetto normale ben discesi nello scroto.

Coda
Attaccata nella linea del dorso, tagliata o no. Se lasciata naturale, arriva al massimo al garretto. Alla base larga, si assottiglia all'estremità. Dritta oppure dalla metà leggermente curva verso l'alto. Durante il movimento portata alta formando un semicerchio sopra la schiena.
Arti
- Arti anteriori: Visti di fronte sono dritti, paralleli, non troppo lontani.
- Scapole: Muscolose e ben aderenti alla parete del torace. Con le spalle fa un angolo non troppo stretto.
- Gomiti: Correttamente aderenti, senza deviazioni né verso interno né verso l'esterno.
- Avambraccio: sufficientemente forte, dritto
- Metacarpo: Visto frontalmente deve essere dritto, nel profilo laterale leggermente inclinato al suolo, forte.
- Piedi anteriori: Corti e rotondi con le dita saldamente serrate e arcuate. Le unghie sono scure.
- Arti posteriori: ben muscolosi, angolo del garretto ben marcato. Visto da dietro gli arti sono paralleli, né troppo larghi né stretti.
- Piedi posteriori: come quelli anteriori, possono essere un po' più lunghi.

Movimento
È ampio, sciolto, fluido, leggero, agile. I piedi non devono strisciare per terra. I piedi posteriori coprono le impronte dei piedi anteriori.
Pelle
È forte, robusta, elastica. Bene aderente su tutto il corpo. Il pigmento corrisponde al colore del mantello.
Mantello
Pelo
Corto, lucido, aderente, folto, senza zone calve. In testa il pelo è più corto e meno folto. Semilungo con la frangia sulle orecchie, arti, coda, leggermente aperta sul petto.
Colore
Nero con focature, marrone con focature, rosso cervo con le sue differenti sfumature fino al giallo recessivo, compreso merle. Le focature sono rosse intense, preferibilmente rosso scuro, ben delimitate. Sono così ripartite: sopra gli occhi, sulle guance, sulle labbra, sulla mandibola, sulla gola, sul metacarpo, sui piedi, sul lato interno degli arti posteriori e nella zona perianale. Sul petto due triangoli ben distinti l'uno dall‘altro.
I colori diversi dal nero focato differenziano geneticamente oltre al colore base del mantello, anche il tartufo, la pelle, gli occhi, e le focature. Per ogni tipologia di colorazione, la più intensa è sempre la preferibile.
Taglia e peso
Altezza ottimale al garrese 20 – 23 cm; peso ottimale circa 2,60 kg
Difetti
Tutto ciò che si discosta dalle caratteristiche sopra descritte è da considerarsi un difetto che sarà penalizzante in funzione della sua gravità, soprattutto qualora influenzino negativamente la salute e comportamento del cane. (Anche quello è compreso nello standard e deve essere giudicato).
In particolare:
- il cranio stretto e poco arcuato
- i denti irregolari e chiusura a tenaglia
- dorso e rene leggermente arcuato, dorso debole
- i piedi leggermente girati verso esterno o interno
- le focature molto grandi, sul petto il segno focato non diviso, pelo brizzolato giallo
- il pigmento del labbro superiore non coincide con il colore base del mantello
- grande macchia bianca sul petto (sopra 1cm2), piccoli puntini bianchi sui piedi
- presenza del pelo nero nei rossi
- la coda arrotolata in modo permanente, o portata bassa
- il corpo lungo con le zampe corte
- il tartufo non pigmentato

Difetti squalificanti:
- fontanella aperta
- testa a forma di mela: la lunghezza del muso non raggiunge 1/3 della lunghezza totale della testa
- occhio azzurro o da predatore
- prognatismo, enognatismo
- orecchie piegate e aderenti alla testa
- dorso e rene fortemente arcuato
- zone calve in qualsiasi parte del corpo
- mancanza di più di 4 denti (tranne P1 e M3), mancanza di due e più incisivi
- nei focati mancanza di focature sulla testa
- grande macchia bianca sul petto (più di 2 cm2), macchie bianche di qualsiasi dimensione su qualsiasi parte del corpo e gambe
- carbonatura del pelo nei soggetti rossi
- estrema timidezza
- aggressività
- altezza al garrese sotto i 18 cm

## Storia
Il Prazsky Krysarik è probabilmente la razza canina Ceca più antica. La sua origine è legata indissolubilmente al bacino Ceco, da dove proviene. Nella più antica documentazione scritta, relativa alla storia nazionale Ceca, si trova già menzione di questa piccolissima razza.
Non ci deve confondere l'utilizzo di nomi nella razza spesso comunemente utilizzati “ratlík” deriva dalla parola tedesca "Die Ratte” - ratto, in lingua ceca “krysařik”, il cane originariamente tenuto per uccidere ratti. Ancora oggi in alcuni cani di questa razza è preservata la loro capacità di catturare i topi. 
La specie dalla quale il Krysarik ha acquisito il suo nome, non è l'ormai più diffuso Rattus Norvegicus, ma il ratto “Rattus Rattus” - parassita, soprattutto nei grandi magazzini di grano, dove danneggia non solo con il consumo diretto di cereali, ma anche perché contamina grandi quantità di scorte con sterco e urina, quindi li rende inutilizzabili per il consumo umano. Il ratto è anche portatore di diverse malattie infettive come il tifo, o la salmonellosi, ed è probabilmente l'ospite principale della pulce, la quale ha diffuso l'epidemia della peste bubbonica. Il Ratto cerca un ambiente asciutto, sa arrampicarsi molto bene e vive perciò molto spesso in luoghi caldi e asciutti come stalle e fienili. Nei secoli precedenti il ratto era molto spesso presente negli insediamenti umani. Questo è il motivo per cui, nei primi anni del Medioevo, ha avuto una grande popolarità il nostro Krysarik: una sorta di disinfestazione a quattro zampe.
Non sappiamo che aspetto aveva nelle sue origini, ma probabilmente simile a quello di oggi. Nel duro Medio Evo è sopravvissuto senza problemi. Ha vissuto nei castelli, nei monasteri e nelle case patrizie, svolgendo il suo dovere di liberare le abitazioni dei loro padroni dai piccoli roditori.
Certamente non dobbiamo pensare che siano stati concorrenti dei gatti domestici, questi erano presenti soltanto a partire dal XV secolo e inizialmente solo tra i ceti alti della popolazione, cioè circa ottocento anni più tardi rispetto ai Krysarik.
Il Krysarik è stato, secondo i documenti contenuti nelle cronache, un cane tranquillo, sottomesso e affettuoso, di certo non un guardiano rumoroso. Conviveva nei canili e nelle stanza dei castelli con segugi, levrieri e mastiff; certamente non poteva attaccar briga con gli altri cani: vista la differenza di peso non sarebbe sopravvissuto alle zuffe. Tuttavia, è stato un cane vivace e veloce, con una congenita agilità e abilità acquisite durante la caccia ai roditori. Amava i suoi padroni, e per la sua indole docile, affettuosa, buona e obbediente, diventava facilmente un amico dei bambini.
La più antica menzione del Krysarik la troviamo dal cronista Eginhard, anche denominato Einhart (vissuto nel 770-840), che ha registrato nella sua cronaca un certo dono del principe boemo Lech (ricordo che probabilmente non si riferisce ad un nome proprio, ma ad un nome di rango nobiliare; ad es. la parola Lech è stata poi utilizzata per Duca) - come gesto di amicizia e di buona volontà (forse come segno di tributo alla pace) ha regalato Krysarik all'imperatore Carlo I il Grande, che invano aveva cercato di conquistare nell'anno 791 l'odierna zona centrale di Boemia.
Da fonti polacche veniamo anche a conoscenza di due Krysarik di origine ceca nei canili del re polacco Boleslav II il Temerario - a volte detto anche Boleslav il Generoso (che regnò negli anni 1058-1076 come principe polacco, e negli anni 1076-1079 come re di Polonia). Queste informazioni provengono dai registri del cronista polacco Gall Anonim (autore della più antica cronaca polacca), in cui afferma: "Soprattutto Boleslav il Temerario, la punta e lo scudo del nostro paese, dal suo allevamento prediligeva due Krysarik, nelle cui vene scorreva sangue non polacco, ma puro sangue slavo, sangue donato con sincero amore fraterno, dalla fraterna Boemia.”
Nella letteratura ceca si menziona che è stato un dono del principe ceco Vladislav II, ma questa considerazione a me personalmente non sembra probabile. Boleslav II il Temerario era figlio di Kazimir Karol I, principe polacco (1039-1059) e della sua moglie Dobroněga Kijevskà. Sua sorella Svatava era dal 1062 moglie del principe boemo regnante Vratislav II e probabilmente i Krysarik menzionati nella cronaca arrivavano da lui. È un paradosso storico che, alla fine del governo di Boleslav II il Temerario è insorto contro di lui suo fratello Vladislav I Herman (prossimo principe polacco) che sposò Judith, figlia del nostro principe Vratislav II (e prossimo re boemo).
Altri dati ci giungono con un certo intervallo di tempo dalle cronache francesi. Queste sono citate dallo storico Jules Michelet, nel suo lavoro Storia della Francia (Histoire de France), dove rinviene il dono di tre Krysarik di origine ceca regalati, durante la sua visita in Francia, dal re ceco Karel IV al re francese Charles V (era l'autunno del 1377). Re Charles V alla sua morte lasciò in eredità al figlio Charles VI due dei tre Krysarik. Quello che accadde al terzo, non è menzionato.
Sicuramente in quell'epoca non erano i soli tre Krysarik menzionati nelle cronache. Un altro riferimento a loro è legato al prossimo re ceco Venceslao IV (1378 – 1419) che, anche se generalmente non amava i cani, era affezionato agli alani (uno dei quali è diventato fatale a sua moglie, Johanna Bavarese, la quale era stata sgozzata da uno di loro), e ai Krysarik, tanto da venire spesso rimproverato dai sacerdoti di questo “indegno diletto”. Anche durante le sue visite segrete ai locali e alle terme di Praga era accompagnato dal suo Krysarik preferito, portato da un suo servo dentro una specie di borsa.
Menzioni di cani provenienti dalla Boemia troviamo anche nella biografia di Giovanni di Berry, che fu uno dei 13 figli del re di Francia Giovanni II e di sua moglie Bona di Lussemburgo, che era la figlia del re Giovanni di Lussemburgo. Questo nobile era un amante dei cani e il suo serraglio di animali in quell'epoca era famoso, vi facevano parte anche i cani di Boemia. I cani che erano presenti alla corte di Giovanni di Berry, usati per la pulizia sotto i tavoli dei banchetti, sono addirittura raccontati in uno dei manoscritti illuminati meglio conservati del XV secolo, con il nome “Le ricche ore del Duca di Berry (Très Riches Heures du Duc de Berry), del 1410.
Un'altra citazione la troviamo in particolare nei materiali storici a partire dall'epoca dell'imperatore Rudolf II. (1576-1611). Anche questo monarca cercava la pace tra i cani – quelli da caccia, due chihuahua e tutto un branco (si parla di diciotto esemplari) di Krysarik. Possiamo citare il prof. Weiss.: "Rudolf II. (1576-1611) ha sempre trovato conforto e una mente lucida in mezzo a un branco di cani da caccia e a quattro Krysarik. Dagli originali quattro, ne sono discesi diciotto: una esemplare dimostrazione del lavoro di selezione”.
Nello stesso tempo allevava i Krysarik Wilhelm von Rosenberg nella corte Burgravia di Praga, e molto probabilmente anche nei suoi possedimenti in Boemia meridionale. I Krysarik in quel periodo si rivelavano nel birrificio Imperiale a Krušovice: Rudolf II aveva emesso un decreto che determinava in almeno cinque il numero di Krysarik che dovevano essere presenti nel birrificio.
Un esempio di raffigurazione contemporanea del Krysarik, la troviamo disegnata su un'antica piastrella che è stata trovata durante una ricerca archeologica nel castello di Praga(*).
(*) La piastrella è stata trovata durante una ricerca archeologica del Lobkowitz Palace (n. 3), più precisamente nel riempimento, con le altre simili, che servivano per compensare le disuguaglianze nella parete. È datata all'inizio del XVII secolo, le dimensioni sono: altezza: 315 mm, larghezza: 308 mm, profondità: 78 mm. Smalto verde trasparente. La piastrella è stata incollata e completata.
Il destino di inglobazione ceca, divenne quasi fatale ai Krysarik - La sconfitta alla Montagna Bianca ebbe come conseguenza una minor importanza per la nazione Ceca, per il Castello di Praga e anche per i cagnolini Prazsky Krysarik. Fortunatamente, i rappresentanti di questa razza si erano già diffusi negli strati sociali più umili, dove sono sopravvissuti per molte generazioni senza grandi riferimenti storici. Ma col tempo i loro discendenti ritorneranno presso le teste coronate.
Anche a Karlovy Vary veniva allevato il Krysarik, che ha dato una nuova base per l'allevamento di Vienna. Proprio da qui prese una femmina l'Arciduchessa Maria Teresa (*Firenze 14.1.1767, +Leipzig 7.11.1827) figlia dell'imperatore Leopold II e di Maria Luisa di Spagna, e la moglie di Anton re di Sassonia (* 27.12.1755, + 6.6.1836). I suoi cuccioli divennero gli antenati non solo dell'allevamento viennese, ma anche dell'allevamento degli Asburgo Toscani che si portarono i cuccioli da Vienna in Italia e poi anche nelle loro terre di Boemia occidentale.
Al di fuori dei riferimenti nelle cronache, i Krysarik venivano ritratti nei dipinti della corte reale e imperiale di Praga, nei dipinti dei Rosenberg, e nei dipinti degli ospiti delle terme di Karlovy Vary (i nobili Russi e Sassoni amavano particolarmente farsi ritrarre durante i soggiorni nelle terme), così come nei dipinti delle corti viennesi e toscane degli Asburgo.
Il problema è nel cambiamento dei colori dei dipinti – i Krysarik sono quasi tutti neri e focati, ma guardando il colore delle facce umane sui quadri antichi (spesso ricordano fortemente il viso dei mulatti), si può pensare quindi che i Krysarik fossero anche marroni e focati. E questo porta ad un altro punto su cui desidero soffermarmi: la variabilità di colore dei cani.
Guardando le razze canine nazionale ceche ci accorgiamo che nel nostro paese sono stati più popolari i cani neri con le focature marroni (Bohemian Shepherd e oggi l'estinto Mastiff Boemo). Questo colore è tipico anche per i Krysarik. In considerazione del cambio cromatico dei vecchi dipinti, si può ovviamente pensare alla possibilità di ulteriori colori: Krysarik marrone e focato.
Secondo i registri tenuti da Wilhelm von Rosenberg, a corte Burgravio in Praga, egli allevava un'altra variante di colore: Krysarik blu e focato. Nello stesso periodo i Krysarik di colore giallo si rinvengono nel birrificio Imperiale a Krušovice (vedi il citato decreto imperiale di un numero minimo di cani). A Karlovy Vary allevavano (probabilmente fino alla seconda guerra mondiale) un'altra varietà di colore - Arlecchino (bianco e nero pezzato), è da qui che proviene la femmina che a Vienna ha dato le basi ad un nuovo allevamento (anche questo arlecchino, ma con un colore marrone scuro a macchie nere o marrone scuro su manto argento grigio o grigio rossiccio).

## Salute
Possono capitare infortuni alle ossa, dato il loro fine spessore. Soggetti a volte a lussazione della rotula. Inoltre può capitare che i denti da latte permangano, e debbano essere tolti per prevenire evenienti problemi alla dentatura.
Ha un'aspettativa di vita all'incirca dai 12 ai 14 anni.